# Fighting Pose wa Date ja nai!
Singles de Berryz Kōbō
Anata Nashi de wa Ikite Yukenai
(2004) Piriri to Yukō!
(2004)
Fighting Pose wa Date ja nai! (ファイティングポーズはダテじゃない!) est le 2e single du groupe de J-pop Berryz Kōbō.

## Présentation
Le single, écrit, composé et produit par Tsunku, sort le 28 avril 2004 au Japon sur le label Piccolo Town. Il atteint la 25e place du classement des ventes hebdomadaire de l'Oricon. Il sort aussi deux semaines après au format "single V" (vidéo DVD). La chanson-titre figurera sur le premier album du groupe, 1st Chō Berryz, qui sort en juillet suivant.

## Formation
Membres créditées sur le single :
- Saki Shimizu
- Momoko Tsugunaga
- Chinami Tokunaga
- Māsa Sudō
- Miyabi Natsuyaki
- Maiha Ishimura
- Yurina Kumai
- Risako Sugaya

## Liste des titres
Single CD
1. Fighting Pose wa Date ja nai! (ファイティングポーズはダテじゃない!?)
2. Natsu Wakame (夏わかめ?)
3. Fighting Pose wa Date ja nai! (Instrumental) (ファイティングポーズはダテじゃない!...?)

Single V (DVD)
1. Fighting Pose wa Date ja nai! (ファイティングポーズはダテじゃない!?)
2. Fighting Pose wa Date ja nai! (Poolside de Dance! Dance! Dance! Ver.) (… (プールサイドでDANCE! DANCE! DANCE Ver.)?)
3. Making Eizô (メイキング映像?) (Making-of)